# Phare de Cayo Herradura
Le phare de Cayo Herradura est un phare actif situé sur  Cayo Herradura  faisant partie de l'île de la Tortue, dans les Dépendances fédérales (Antilles vénézuéliennes) au Venezuela.
Le phare appartient à la marine vénézuélienne et il est géré par l'Oficina Coordinadora de Hidrografía y Navegación (Ochina).

## Histoire
Le  phare , mis en service en 2005, a remplacé celui de 1939. Cayo Herradura se situe au nord de l'île de la Tortue. Il n'est accessible qu'en bateau.

## Description
Ce phare est une tour circulaire en fibre de verre, avec une galerie et lanterne de 15 m de haut. Le phare est peint en blanc avec quatre bandes rouges. Son feu à occultation émet, à une hauteur focale de 20 m, un  éclat blanc, rouge et vert selon secteurs de 0.7 seconde par période de 15 secondes. Sa portée est de 13 milles nautiques (environ 24 km).
Il est équipé d'un radar Racon émettant la lettre T.

## Caractéristique dufeu maritime
Fréquence : 10 s (W)
- Lumière : 0.7 seconde
- Obscurité : 9.3 secondes

Identifiant : ARLHS : VEN-007 - Amirauté : J6472 - NGA : 17028 .
|          |
| Le phare |

|             |
| La Lanterne |

### Lien connexe
- Liste des phares du Vénézuela